# Gerhard Langmaack
Gerhard Langmaack (* 19. Februar 1898 in Hamburg; † 26. Mai 1986 in Ahrensburg) war ein deutscher Architekt.

## Leben

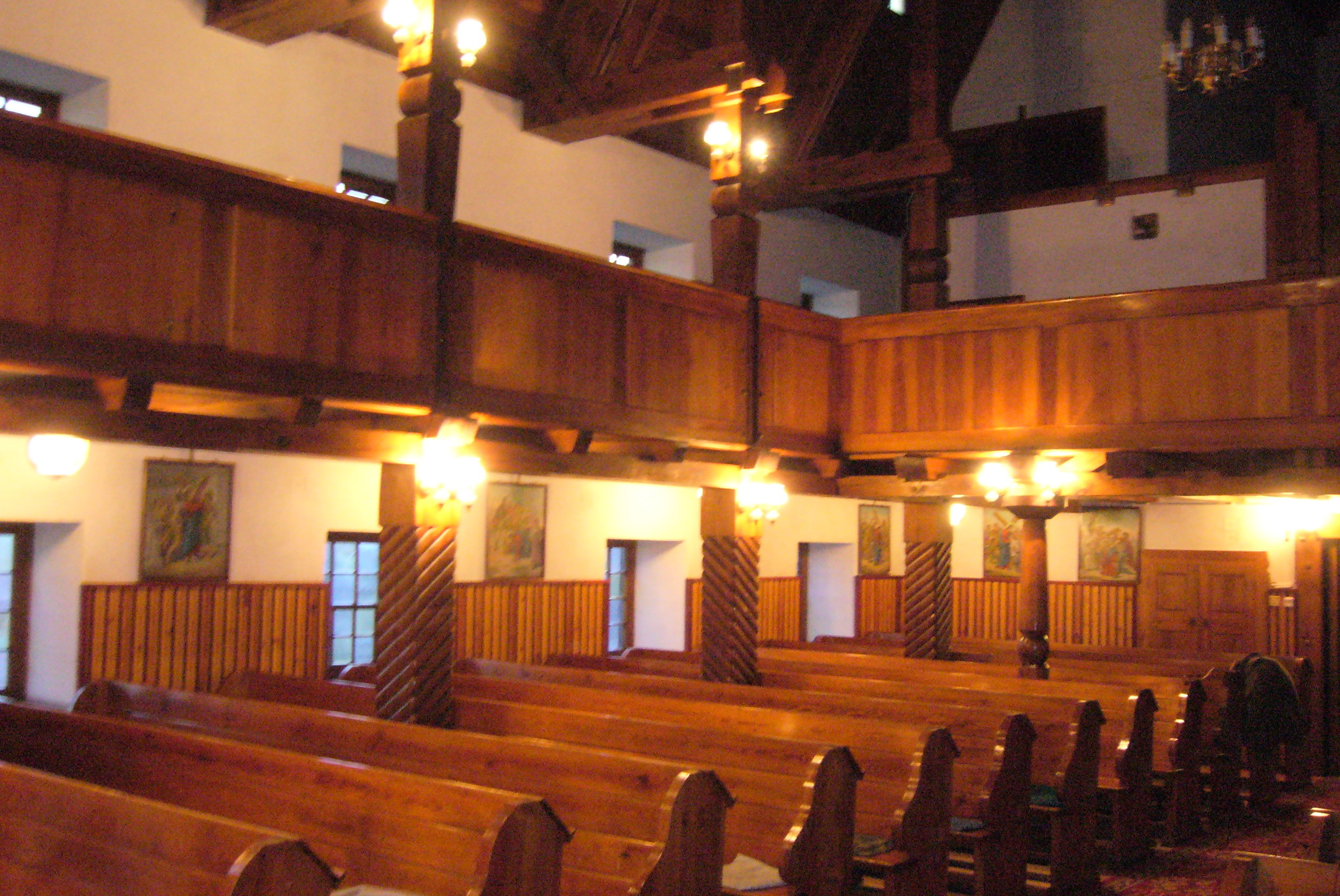
Interieur der Kirche in Altenlohm (1936)

Gerhard Langmaack, Sohn eines Bankiers, besuchte ab 1914 die Staatliche Baugewerkschule Hamburg. Von 1916 bis 1918 nahm er als Pioniersoldat am Ersten Weltkrieg teil. 1922 eröffnete er sein Architekturbüro in Hamburg, das er bis 1973 leitete.

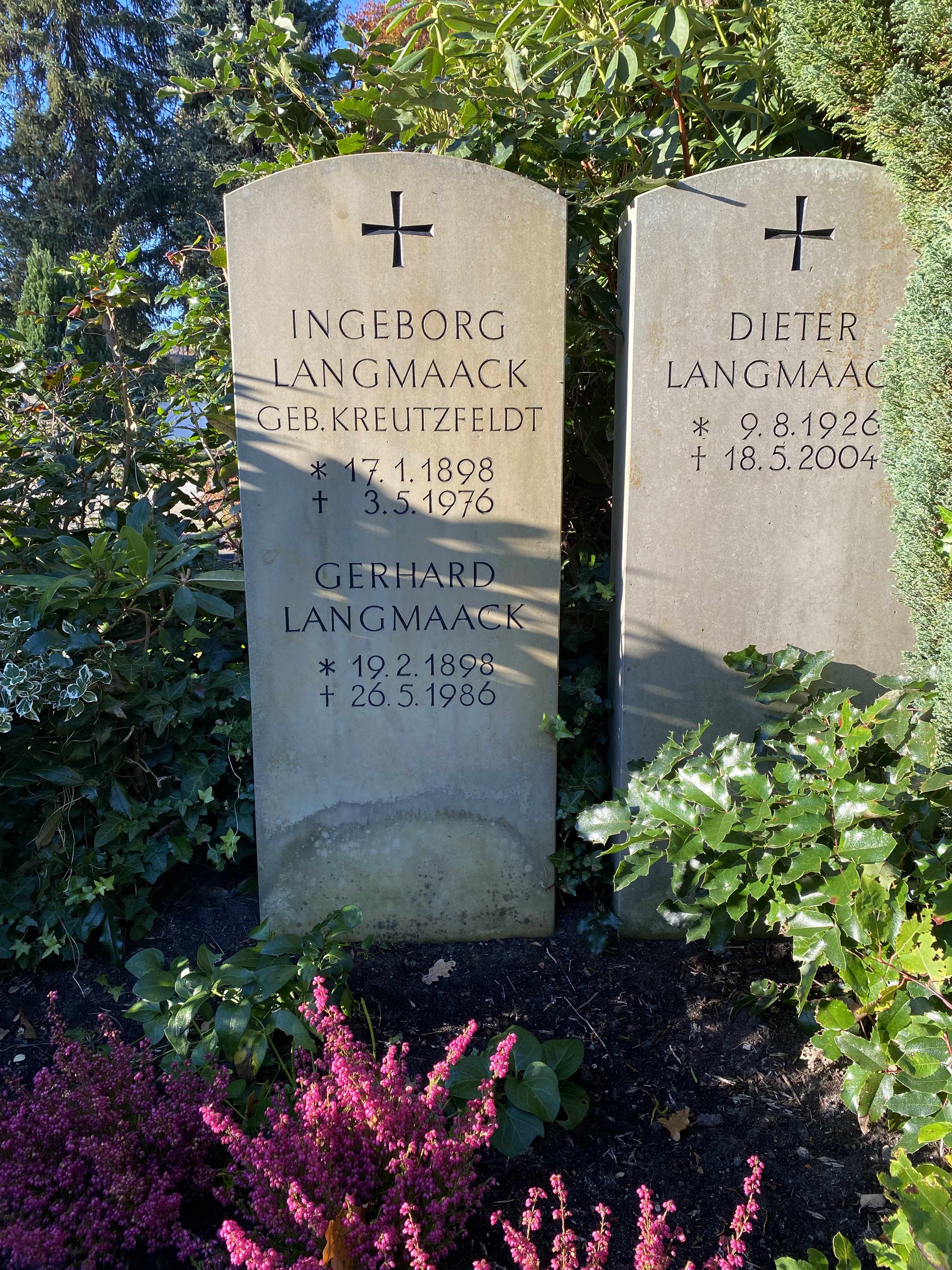
Grabstätte

Einer seiner ersten bedeutenden Aufträge war 1925/1926 der Bau der Kulturwissenschaftlichen Bibliothek Warburg nach Plänen von Fritz Schumacher. Geprägt von Jugendbewegung und Heimatschutz, war Langmaack anfällig für die Propaganda „artgemäßen Bauens“ und wurde 1934 Leiter der Landesstelle Norddeutschland der Reichskammer der bildenden Künste. Wegen seiner Weigerung, der NSDAP beizutreten, wurde er 1936 aus diesem Amt abberufen.
Sein besonderes Interesse galt dem Kirchenbau. Seine erste Kirche errichtete er 1936 in Altenlohm, Kreis Goldberg in Schlesien. Mehr als sechzig kirchliche Rekonstruktions- und Neubauprojekte trugen seine Handschrift. Nach 1945 war er intensiv an Wiederaufbau und Neubau beteiligt.
Langmaack war, angeregt durch seinen Konfirmator, Pastor Ludwig Heitmann an St. Johannis in Hamburg-Eppendorf, früh der Berneuchener Bewegung beigetreten und gehörte der Michaelsbruderschaft seit ihrer Gründung 1931 an. 1949 zählte er zu den Begründern des Deutschen Evangelischen Kirchbautages, dessen Arbeitsausschuss er angehörte. Über viele Jahre hatte er einen Lehrauftrag am Fachbereich Evangelische Theologie der Universität Hamburg, die ihm 1968 die Ehrendoktorwürde der Theologie verlieh.
Gerhard Langmaack verstarb im Alter von 88 Jahren und wurde auf dem Neuen Niendorfer Friedhof beigesetzt.

## Werk

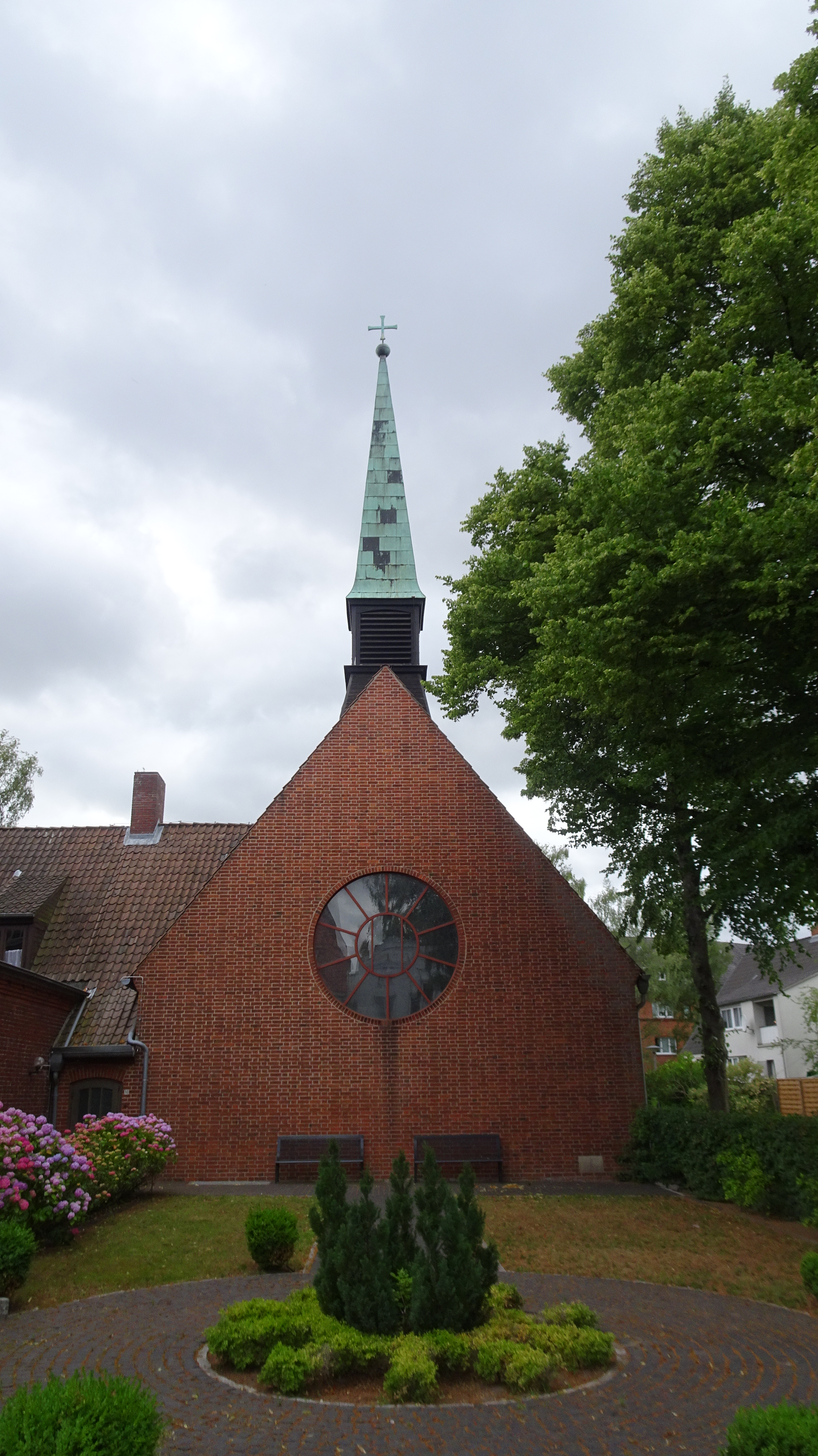
St. Thomas-Kirche in Lübeck (1950/1951)

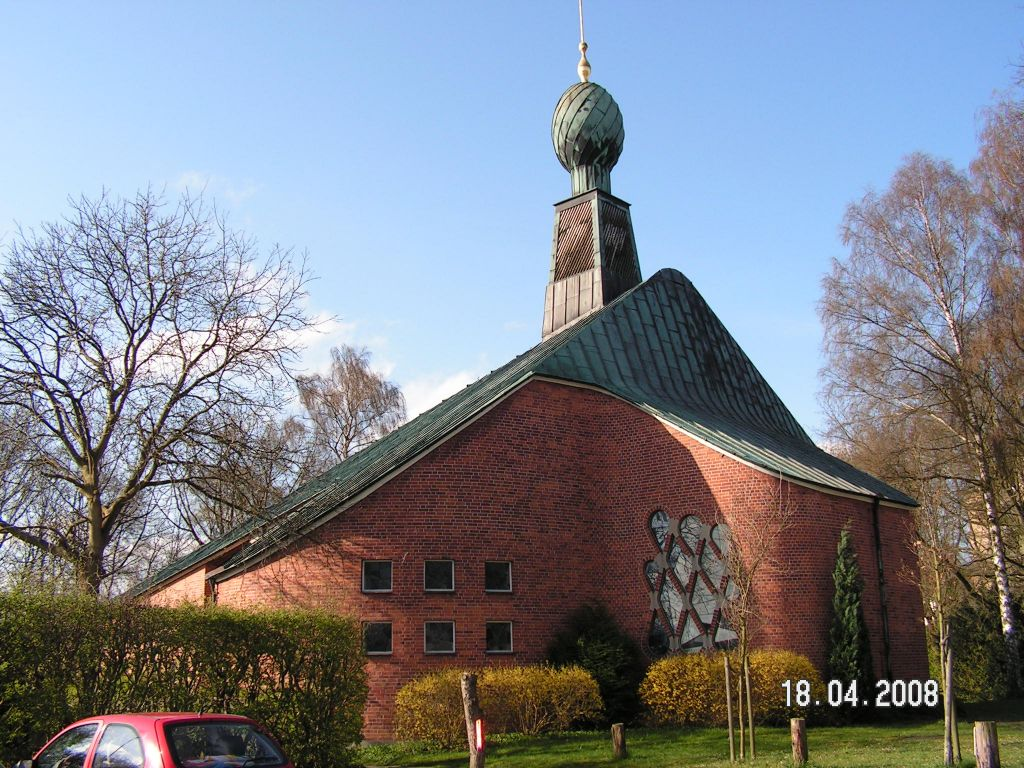
St. Philippuskirche in Lübeck (1956/1957)

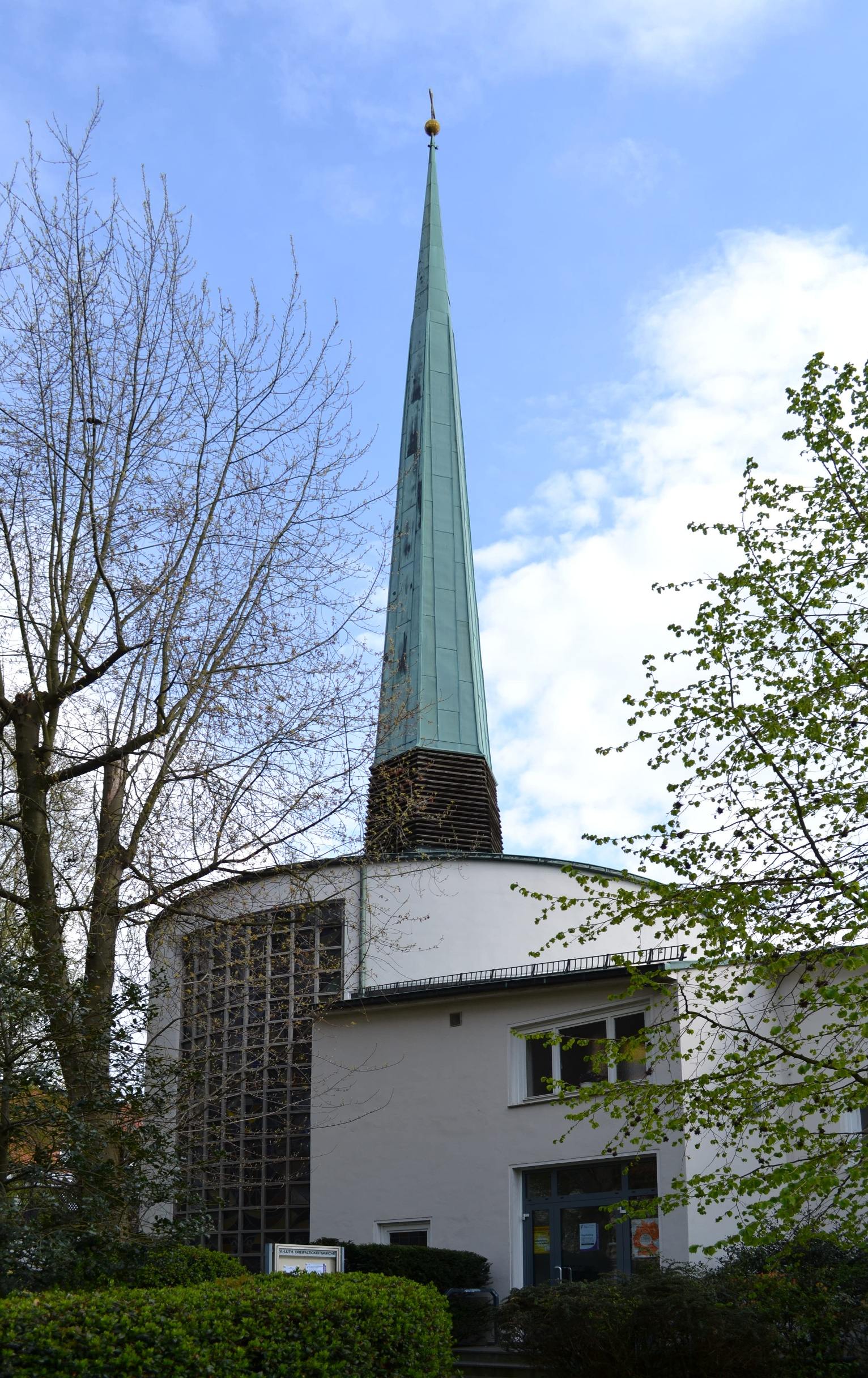
Dreifaltigkeitskirche in Detmold (1960/1961)

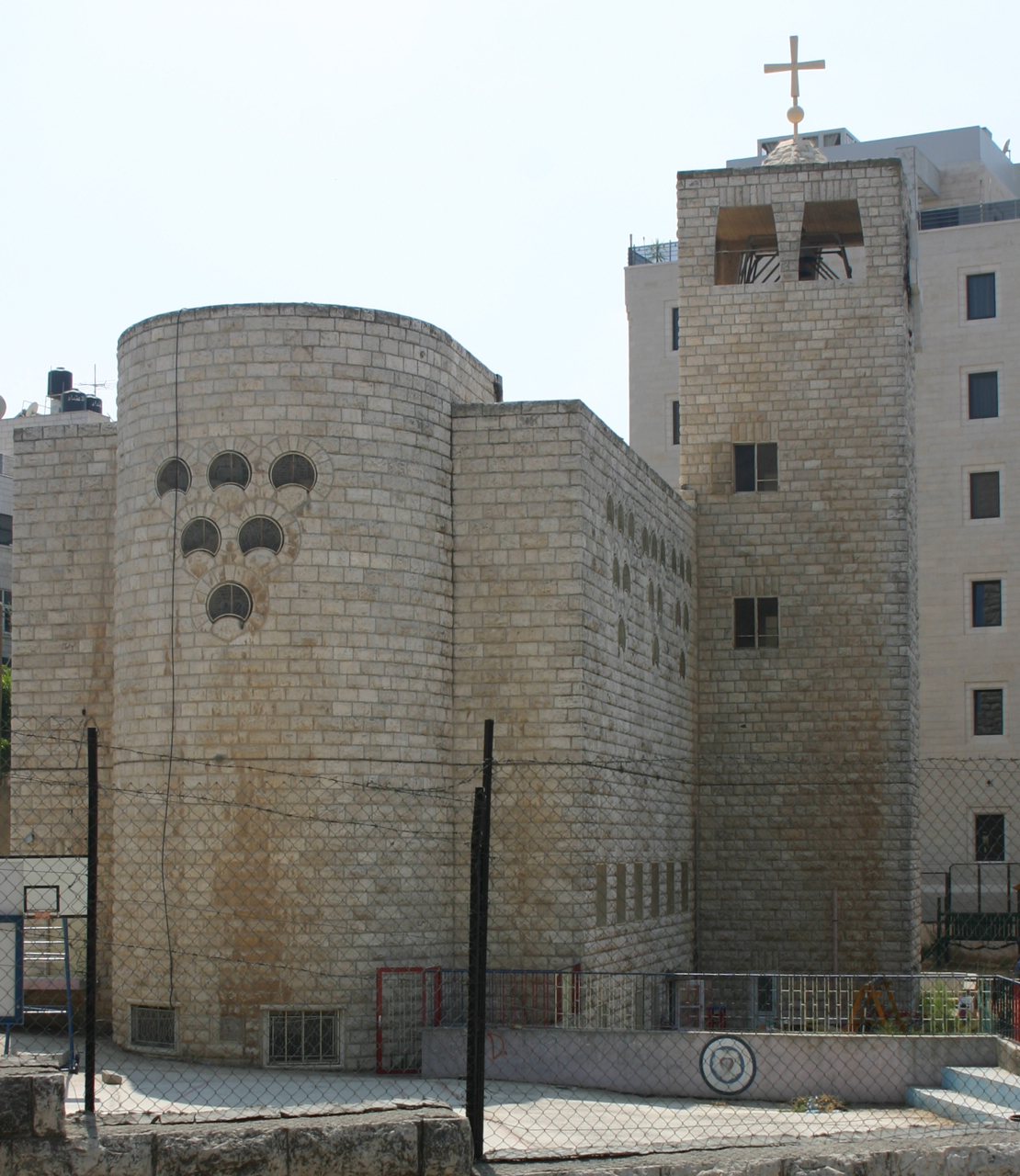
Hoffnungskirche in Ramallah (1961–1963)

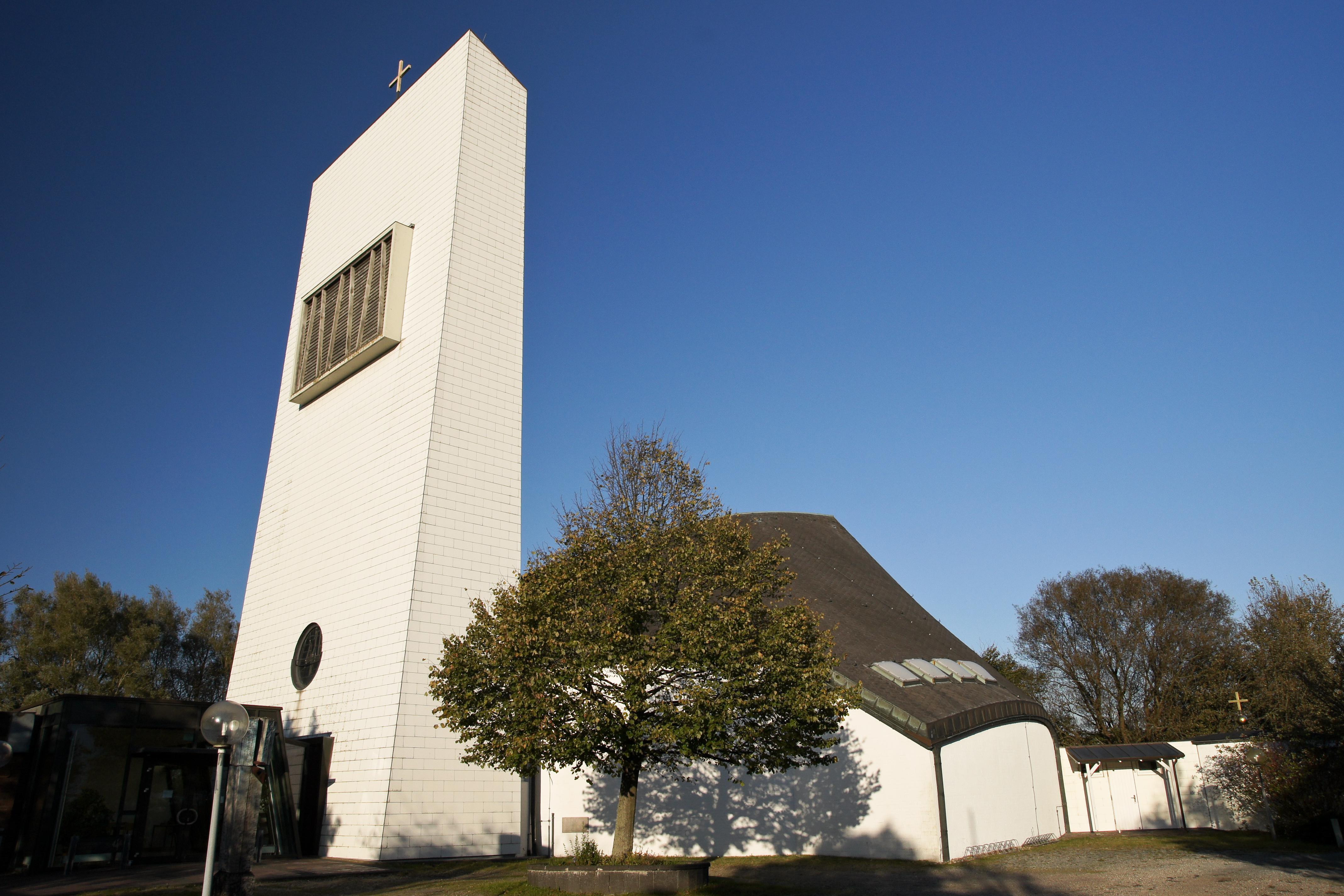
Friedenskirche (Flensburg) (1967/68)

### Bauten
- 1925 – 1926: Kulturwissenschaftliche Bibliothek Warburg in Hamburg
- 1936: Kirche in Altenlohm (Lage)
- 1937: Umgestaltung der Dreikönigskirche Bad Bevensen[3] (Lage)
- 1938 – 1939: St.-Jürgen-Kirche in Hamburg-Langenhorn (Lage)
- Wiederaufbau der Hauptkirche St. Michaelis in Hamburg (Lage)
- 1947 – 1948: Renovierung der Dalldorfer Kapelle[4] (Lage)
- 1949: Wiederaufbau der St.-Markus-Kirche in Hamburg-Hoheluft mit Otto Bartning[5] (Lage)
- 1949: St.-Martinus-Kirche in Hamburg-Eppendorf mit Otto Bartning (Lage)
- 1950: Wiederaufbau der durch Brand stark beschädigten Heilig-Geist-Kirche in Wohltorf
- 1950: modernisierter Wiederaufbau der St.-Nikolai-Kirche in Kiel (Lage)
- 1950 – 1951: Neubau der St. Thomas-Kirche in Lübeck
- 1950 – 1951: Umbau und Erweiterung der Christuskirche in Beckum (Lage)
- 1950 – 1951: Christuskirche in Wolfsburg (Lage)
- 1952 – 1954: modernisierter Wiederaufbau der Jakobikirche in Kiel (Lage)
- 1952 und 1969: Renovierung der Anscharkirche in Hamburg-Eppendorf, Wiedererrichtung des kriegsbeschädigten Gemeindehauses
- 1953: Kreuzkirche in Hamburg-Billstedt[6]
- 1954: Auferstehungskirche in Köln-Ostheim
- 1955: Michaelskirche in Hamburg-Bergedorf[6]
- 1955 – 1956: Pauluskirche in Ocholt (Lage)
- 1955: Apostel-Johannes-Kirche in Wilhelmshaven[7]
- 1956 – 1957: Neubau der St. Philippus-Kirche in Lübeck
- 1959 – 1960: Neubau der Paul-Gerhardt-Kirche in Lübeck (mit seinem Sohn Dieter)
- 1960 – 1962: Neubau der Hauptkirche St. Nikolai am Klosterstern in Hamburg (mit seinem Sohn Dieter)[8]
- 1960 – 1961: Dreifaltigkeitskirche in Detmold[9] (Lage)
- 1960 – 1963: Thomaskirche in Espelkamp[10] (Lage)
- 1960 – 1962: Bodelschwinghkirche in Hamburg-Winterhude mit Nebenräumen (mit seinem Sohn Dieter)[11] (Lage)
- 1960 – 1962: Wiederaufbau der Lutherkirche in Hagen[12] (Lage)
- 1960: Pauluskirche in Wolfsburg-Laagberg (Lage)
- 1961: Renovierung von St. Johannis in Hamburg-Eppendorf (Lage)
- 1961 – 1963: Hoffnungskirche in Ramallah (Church of Hope) (Lage)
- 1962: Neubau der St. Nikolaikirche am Klosterstern in Hamburg-Harvestehude
- 1962 – 1963: Auferstehungskirche in Aachen (Lage)
- 1962 – 1964: Friedhofskapelle mit Verbindungsgang und Nebengebäude in Preußisch Oldendorf-Bad Holzhausen[13] (Lage)
- 1963/64: St. Martin (Cleverbrück) (mit Dieter Langmaack)
- 1967 – 1968: Neubau der Friedenskirche in Flensburg (Lage)

### Schriften
- Warum Natur- und Heimatschutz? Wendt & Matthes, Berlin 1932.
- Unser Massenschicksal und der Weg der Baukunst. In: Baugilde, Zeitschrift des Bundes deutscher Architekten, 16. Jahrgang 1934, S. 511–534.
- Der gottesdienstliche Ort. In: Karl Ferdinand Müller (Hrsg.): Liturgia. Handbuch des evangelischen Gottesdienstes. 1. Band, Kassel 1954, S. 366–436.
- Arbeiten aus den Jahren 1923–1955. Selbstverlag, o. J.
- Evangelischer Kirchenbau im 19. und 20. Jahrhundert. Johannes Stauda Verlag, Kassel 1971, ISBN 3-7982-0108-0.